# Oursel-Maison
Oursel-Maison is een gemeente in het Franse departement Oise (regio Hauts-de-France) en telt 251 inwoners (2007). De plaats maakt deel uit van het arrondissement Clermont.

## Geografie
De oppervlakte van Oursel-Maison bedraagt 6,97 km², de bevolkingsdichtheid is 36 inwoners per km².
De onderstaande kaart toont de ligging van Oursel-Maison met de belangrijkste infrastructuur en aangrenzende gemeenten.

## Demografie
Onderstaande figuur toont het verloop van het inwonertal (bron: INSEE-tellingen).